# Lavinia Gianoni
Lavinia Gianoni (ur. 31 stycznia 1911 w Pawii, zm. 20 grudnia 2005 tamże) – włoska gimnastyczka, srebrna medalistka letnich igrzysk olimpijskich w 1928.
W 1928 została wraz z Biancą Ambrosetti, Luiginą Giavotti, Virginią Giorgi, Germaną Malabarba, Carlą Marangonii, Luiginą Perversi, Dianą Pizzavini, Luisą Tanzini, Caroliną Tronconi, Ines Vercesi i Ritą Vittadini srebrną medalistką w wieloboju drużynowym w gimnastyce na IX Letnich Igrzyskach Olimpijskich w Amsterdamie (były pierwszymi włoskimi medalistkami olimpijskimi). Lavinia Gianoni jako 17-latka była najstarszą członkinią swojej drużyny.